# Partidos de baloncesto entre equipos NBA y equipos FIBA
El 8 de septiembre de 1978 se disputó, en el Menora Mivtachim Arena de Tel Aviv (Israel), el primer partido de baloncesto que enfrentó a un equipo de una franquicia de la NBA y a un club afiliado a la FIBA. Fue un partido amistoso que disputaron los Washington Bullets, Campeón de la NBA temporada 1977-1978, y el conjunto local del Maccabi Tel Aviv que, contra todo pronóstico, derrotó al conjunto norteamericano por un punto de diferencia (98-97). 

## Historia
Desde 1978 hasta el 10 de octubre de 2023 ha habido 180 enfrentamientos entre equipos de la NBA y clubes de la FIBA, con un claro balance de victorias a favor de los equipos de la NBA, de 161 a 19. Estos partidos se han jugado en Norteamérica (Estados Unidos y Canadá), en Europa, en Asia, y en una ocasión en Sudamérica (Brasil).  En las décadas de 1980 y 1990 se jugaban muchos más partidos en Europa que en Norteamérica. Sin embargo, desde comienzos del siglo XXI, la NBA, además de incluir más partidos cada año, ha invertido la tendencia, organizando muchos más partidos en canchas norteamericanas que europeas.
Entre 1978 y 1984, el Maccabi Tel Aviv logró tres triunfos en tres partidos, jugando con reglas y arbitraje FIBA, además de una duración de 40 minutos (en la NBA los partidos duran 48 minutos). Desde entonces la NBA, consciente de que este problema podría repercutir negativamente en la imagen en el extranjero de la considerada "mejor liga de baloncesto del mundo", solo accede a jugar contra equipos FIBA si se juega con reglas NBA, árbitros designados por la NBA (y un árbitro europeo en el caso del NBA Europe Live Tour) y tiempo de juego de 48 minutos. Es decir, si equipos FIBA juegan en Norteamérica contra equipos NBA se juega con arbitraje y normas NBA, y si se juega en ciudades europeas o en Israel (caso del Maccabi Tel Aviv) también se juega con arbitraje y normas NBA. De este modo se garantiza el control de la NBA sobre sus franquicias, así como su imagen de marca. 
La superioridad de la NBA contra equipos FIBA (casi siempre equipos miembros de la Euroliga) se ha ido reduciendo en la última década y primera del siglo XXI. Los tres ejemplos más destacados de esta pérdida de superioridad de la NBA respecto al resto del mundo (ámbito FIBA) son los siguientes:
1. En 2005 el Maccabi Tel Aviv se convirtió en el primer equipo FIBA de la historia en ganar a otro NBA en suelo norteamericano (en Toronto, Canadá), al derrotar en su campo a los Toronto Raptors.
2. En 2010 el Fútbol Club Barcelona se convirtió en el primer campeón de la Euroliga en derrotar al vigente campeón de la NBA, Los Angeles Lakers, en partido disputado en Barcelona, bajo reglas NBA. Las dos veces anteriores en los que se enfrentaron el campeón NBA y el campeón de la Euroliga la victoria fue para el equipo NBA: en 1997 Chicago Bulls derrotó a Olympiacos B.C. en partido disputado en París, y en 2007 San Antonio Spurs derrotó a Panathinaikos BC en partido disputado en San Antonio (Texas).
3. En 2010 el PBC CSKA Moscú se convirtió en el primer equipo europeo en ganar a un equipo NBA en territorio estadounidense, los Cleveland Cavaliers. La temporada anterior el PBC CSKA Moscú finalizó en tercer lugar la Euroliga y fue campeón de la Superliga de Rusia, mientras que Cleveland Cavaliers fue primero en la Fase Regular (Regular Season) de la NBA 2009-10.

En resumen, tan solo nueve equipos de la FIBA han conseguido derrotar a equipos de la NBA: el Maccabi Tel Aviv en 4 ocasiones; el CSKA Moscú, el FC Barcelona y el Real Madrid, en 3 ocasiones, el Fenerbahçe en 2 ocasiones y el Unicaja Málaga, el ALBA Berlin, el Adelaide 36ers y la Selección de baloncesto de la URSS en 1 ocasión. El Unicaja Málaga es, además, el único equipo FIBA que tiene un balance positivo contra los equipos NBA (1-0), habiendo derrotado en ese único partido a los Memphis Grizzlies, en los que por entonces militaban los españoles Pau Gasol y Juan Carlos Navarro, en partido disputado en Málaga.
El Maccabi Haifa es el equipo de la FIBA que en más ocasiones se ha enfrentado a equipos de la NBA: ha disputado hasta 21 partidos, siendo derrotado en todos. De cerca le sigue el Maccabi Tel Aviv con 20 partidos, de los que ha vencido en cuatro. En 1978 derrotó a los Washington Bullets, en 1984 a los New Jersey Nets y a los Phoenix Suns, y en el año 2005 derrotó a los Toronto Raptors en su propio domicilio, convirtiéndose en el primer equipo de la FIBA que derrotó a uno de la NBA en su propia cancha.
Todas esas victorias, sin embargo, se produjeron en encuentros amistosos. La mayor parte de los primeros encuentros disputados entre conjuntos de la NBA y de la FIBA tuvieron lugar en el ya extinto Open McDonald's, en el que siempre vencieron los equipos de la NBA.
Desde octubre de 2006, la NBA y la FIBA acordaron jugar una serie de partidos amistosos entre equipos FIBA y NBA en Europa, bautizando dicho evento bajo el nombre de NBA Europe Live Tour. De la misma forma, desde 2009, equipos de la Euroliga se enfrentan a equipos NBA en suelo americano, en el denominado Euroligue American Tour, y desde 2013, los bautizaron como NBA Global Games.
En 2022, el Adelaide 36 ers de la liga de baloncesto de Australia hizo historia al vencer al Phoenix Suns en su propia cancha, siendo el primer club de FIBA Oceanía que logra vencer a un equipo de la NBA, así como el primero en vencer en una cancha NBA.

## Partidos
| 8 de septiembre de 1978 Amistoso | Washington Bullets | 97–98 | Maccabi Elite |                                            |
|                                  |                    |       |               |                                            |
|                                  |                    |       |               | Pabellón: Menora Mivtachim Arena, Tel Aviv |

| 24 de agosto de 1979 Amistoso | Washington Bullets | 96–82 | Bayi Rockets |                 |
|                               |                    |       |              |                 |
|                               |                    |       |              | Pabellón: Pekín |

| 29 de agosto de 1979 Amistoso | Washington Bullets | 113–80 | China |                    |
|                               |                    |        |       |                    |
|                               |                    |        |       | Pabellón: Shanghái |

| 4 de septiembre de 1979 Amistoso | Washington Bullets | 133–123 | Philippine Basketball Association |                                           |
|                                  |                    |         |                                   |                                           |
|                                  |                    |         |                                   | Pabellón: Araneta Coliseum, Ciudad Quezón |

| 24 de agosto de 1984 Amistoso | Seattle SuperSonics | 94–87 | Hagen |                 |
|                               |                     |       |       |                 |
|                               |                     |       |       | Pabellón: Hagen |

| 25 de agosto de 1984 Amistoso | Seattle SuperSonics | 119–95 | Gotinga |                  |
|                               |                     |        |         |                  |
|                               |                     |        |         | Pabellón: Langen |

| 28 de agosto de 1984 Amistoso | Phoenix Suns | 111–91 | Hapoel Tel Aviv |                                            |
|                               |              |        |                 |                                            |
|                               |              |        |                 | Pabellón: Menora Mivtachim Arena, Tel Aviv |

| 28 de agosto de 1984 Amistoso | New Jersey Nets | 97–104 | Maccabi Elite |                                            |
|                               |                 |        |               |                                            |
|                               |                 |        |               | Pabellón: Menora Mivtachim Arena, Tel Aviv |

| 29 de agosto de 1984 Amistoso | New Jersey Nets | 101–82 | Hapoel Tel Aviv |                                            |
|                               |                 |        |                 |                                            |
|                               |                 |        |                 | Pabellón: Menora Mivtachim Arena, Tel Aviv |

| 29 de agosto de 1984 Amistoso | Phoenix Suns | 98–113 | Maccabi Elite |                                            |
|                               |              |        |               |                                            |
|                               |              |        |               | Pabellón: Menora Mivtachim Arena, Tel Aviv |

| 29 de agosto de 1984 Amistoso | Seattle SuperSonics | 123–101 | Benetton Treviso |                               |
|                               |                     |         |                  |                               |
|                               |                     |         |                  | Pabellón: Palaverde, Villorba |

| 31 de agosto de 1984 Amistoso | Seattle SuperSonics | 111–110 | Vevey |                 |
|                               |                     |         |       |                 |
|                               |                     |         |       | Pabellón: Vevey |

| 5 de septiembre de 1984 Amistoso | Seattle SuperSonics | 106–76 | Gotinga |                   |
|                                  |                     |        |         |                   |
|                                  |                     |        |         | Pabellón: Gotinga |

| 5 de septiembre de 1984 Amistoso | Phoenix Suns | 127–109 | Ciaocrem Varese |                                                  |
|                                  |              |         |                 |                                                  |
|                                  |              |         |                 | Pabellón: Palazzo dello Sport di San Siro, Milán |

| 5 de septiembre de 1984 Amistoso | New Jersey Nets | 127–80 | Simac Milano |                                                  |
|                                  |                 |        |              |                                                  |
|                                  |                 |        |              | Pabellón: Palazzo dello Sport di San Siro, Milán |

| 7 de septiembre de 1984 Amistoso | Phoenix Suns | 118–93 | Simac Milano |                                                           |
|                                  |              |        |              |                                                           |
|                                  |              |        |              | Pabellón: Palazzo dello Sport di Piazza Azzarita, Bolonia |

| 7 de septiembre de 1984 Amistoso | New Jersey Nets | 142–106 | Granarolo Bologna |                                                           |
|                                  |                 |         |                   |                                                           |
|                                  |                 |         |                   | Pabellón: Palazzo dello Sport di Piazza Azzarita, Bolonia |

| 9 de septiembre de 1984 Amistoso | Seattle SuperSonics | 109–86 | Bayer 04 Leverkusen |                      |
|                                  |                     |        |                     |                      |
|                                  |                     |        |                     | Pabellón: Leverkusen |

| 9 de septiembre de 1984 Amistoso | Phoenix Suns | 121–87 | Granarolo Bologna |                                                    |
|                                  |              |        |                   |                                                    |
|                                  |              |        |                   | Pabellón: Palazzo dello Sport Lino Oldrini, Varese |

| 9 de septiembre de 1984 Amistoso | New Jersey Nets | 123–111 | Ciaocrem Varese |                                                    |
|                                  |                 |         |                 |                                                    |
|                                  |                 |         |                 | Pabellón: Palazzo dello Sport Lino Oldrini, Varese |

| 23 de octubre de 1987 Open McDonald's | Milwaukee Bucks | 123–111 | Tracer Milano |                                |
|                                       |                 |         |               |                                |
|                                       |                 |         |               | Pabellón: The MECCA, Milwaukee |

| 25 de octubre de 1987 Open McDonald's | Milwaukee Bucks | 127–100 | Unión Soviética |                                |
|                                       |                 |         |                 |                                |
|                                       |                 |         |                 | Pabellón: The MECCA, Milwaukee |

| 25 de julio de 1988 Amistoso | Atlanta Hawks | 85–84 | Unión Soviética |                  |
|                              |               |       |                 |                  |
|                              |               |       |                 | Pabellón: Tiflis |

| 27 de julio de 1988 Amistoso | Atlanta Hawks | 110–105 | Unión Soviética |                               |
|                              |               |         |                 |                               |
|                              |               |         |                 | Pabellón: Sporto Rūmai, Vilna |

| 30 de julio de 1988 Amistoso | Atlanta Hawks | 123–132 | Unión Soviética |                                      |
|                              |               |         |                 |                                      |
|                              |               |         |                 | Pabellón: Lenin Sports Palace, Moscú |

| 9 de octubre de 1988 Amistoso | Philadelphia 76ers | 108–107 | Maccabi Elite |                                    |
|                               |                    |         |               |                                    |
|                               |                    |         |               | Pabellón: The Spectrum, Filadelfia |

| 21 de octubre de 1988 Open McDonald's | Boston Celtics | 113–85 | Yugoslavia |                                       |
|                                       |                |        |            |                                       |
|                                       |                |        |            | Pabellón: Palacio de Deportes, Madrid |

| 23 de octubre de 1988 Open McDonald's | Boston Celtics | 111–96 | Real Madrid |                                       |
|                                       |                |        |             |                                       |
|                                       |                |        |             | Pabellón: Palacio de Deportes, Madrid |

| 12 de octubre de 1989 Amistoso | Miami Heat | 101–95 | Maccabi Elite |                              |
|                                |            |        |               |                              |
|                                |            |        |               | Pabellón: Miami Arena, Miami |

| 20 de octubre de 1989 Open McDonald's | Denver Nuggets | 137–103 | F. C. Barcelona |                         |
|                                       |                |         |                 |                         |
|                                       |                |         |                 | Pabellón: PalaEUR, Roma |

| 22 de octubre de 1989 Open McDonald's | Denver Nuggets | 135–129 | Jugoplastika |                         |
|                                       |                |         |              |                         |
|                                       |                |         |              | Pabellón: PalaEUR, Roma |

| 11 de octubre de 1990 Open McDonald's | New York Knicks | 119–115 | Scavolini Pesaro |                                       |
|                                       |                 |         |                  |                                       |
|                                       |                 |         |                  | Pabellón: Palau Sant Jordi, Barcelona |

| 13 de octubre de 1990 Open McDonald's | New York Knicks | 117–101 | Pop 84 |                                       |
|                                       |                 |         |        |                                       |
|                                       |                 |         |        | Pabellón: Palau Sant Jordi, Barcelona |

| 16 de octubre de 1990 Amistoso | Los Angeles Lakers | 129–106 | Maccabi Elite |                                |
|                                |                    |         |               |                                |
|                                |                    |         |               | Pabellón: The Forum, Inglewood |

| 18 de octubre de 1991 Amistoso | Los Angeles Lakers | 132–101 | Limoges |                                                   |
|                                |                    |         |         |                                                   |
|                                |                    |         |         | Pabellón: Palais Omnisports de Paris-Bercy, París |

| 19 de octubre de 1991 Amistoso | Los Angeles Lakers | 116–114 | Montigalà Joventut |                                                   |
|                                |                    |         |                    |                                                   |
|                                |                    |         |                    | Pabellón: Palais Omnisports de Paris-Bercy, París |

| 24 de octubre de 1991 Amistoso | Los Angeles Clippers | 146–112 | Maccabi Elite |                                             |
|                                |                      |         |               |                                             |
|                                |                      |         |               | Pabellón: San Diego Sports Arena, San Diego |

| 27 de octubre de 1991 Amistoso | Los Angeles Clippers | 98–93 | Maccabi Elite |                                                 |
|                                |                      |       |               |                                                 |
|                                |                      |       |               | Pabellón: LA Memorial Sports Arena, Los Ángeles |

| 22 de octubre de 1993 Amistoso | Phoenix Suns | 145–115 | Real Madrid |                                |
|                                |              |         |             |                                |
|                                |              |         |             | Pabellón: Olympiahalle, Múnich |

| 23 de octubre de 1993 Amistoso | Phoenix Suns | 112–90 | Buckler Bologna |                                |
|                                |              |        |                 |                                |
|                                |              |        |                 | Pabellón: Olympiahalle, Múnich |

| 20 de octubre de 1994 Amistoso | Golden State Warriors | 122–104 | 7up Joventut |                                                 |
|                                |                       |         |              |                                                 |
|                                |                       |         |              | Pabellón: Pavelló Olímpic de Badalona, Badalona |

| 21 de octubre de 1994 Amistoso | Charlotte Hornets | 114–107 | Buckler Bologna |                                             |
|                                |                   |         |                 |                                             |
|                                |                   |         |                 | Pabellón: PalaMalaguti, Casalecchio di Reno |

| 20 de octubre de 1995 Amistoso | Houston Rockets | 116–72 | Perth Wildcats |                                 |
|                                |                 |        |                |                                 |
|                                |                 |        |                | Pabellón: London Arena, Londres |

| 21 de octubre de 1995 Amistoso | Houston Rockets | 126–112 | Buckler Bologna |                                 |
|                                |                 |         |                 |                                 |
|                                |                 |         |                 | Pabellón: London Arena, Londres |

| 17 de octubre de 1997 Amistoso | Chicago Bulls | 89–82 | PSG Racing |                                                   |
|                                |               |       |            |                                                   |
|                                |               |       |            | Pabellón: Palais Omnisports de Paris-Bercy, París |

| 18 de octubre de 1997 Amistoso | Chicago Bulls | 104–78 | Olympiacos |                                                   |
|                                |               |        |            |                                                   |
|                                |               |        |            | Pabellón: Palais Omnisports de Paris-Bercy, París |

| 11 de octubre de 1999 Amistoso | Miami Heat | 126–91 | Maccabi Elite |                                            |
|                                |            |        |               |                                            |
|                                |            |        |               | Pabellón: Menora Mivtachim Arena, Tel Aviv |

| 15 de octubre de 1999 Amistoso | San Antonio Spurs | 96–86 | Varese Roosters |                              |
|                                |                   |       |                 |                              |
|                                |                   |       |                 | Pabellón: Fila Forum, Assago |

| 16 de octubre de 1999 Amistoso | San Antonio Spurs | 103–68 | Vasco da Gama |                              |
|                                |                   |        |               |                              |
|                                |                   |        |               | Pabellón: Fila Forum, Assago |

| 10 de octubre de 2003 Amistoso | Memphis Grizzlies | 91–80           | F. C. Barcelona |                                       |  |
|                                |                   |                 |                 |                                       |  |
|                                |                   | Report Reporte] |                 | Pabellón: Palau Sant Jordi, Barcelona |  |

| 10 de octubre de 2003 Amistoso | Toronto Raptors | 100–76 | Panathinaikos |                                      |
|                                |                 |        |               |                                      |
|                                |                 |        |               | Pabellón: Air Canada Centre, Toronto |

| 20 de octubre de 2004 Amistoso | Toronto Raptors | 86–83 | Benetton Treviso |                                      |
|                                |                 |       |                  |                                      |
|                                |                 |       |                  | Pabellón: Air Canada Centre, Toronto |

| 16 de octubre de 2005 Amistoso | Toronto Raptors | 103–105 | Maccabi Elite |                                      |
|                                |                 |         |               |                                      |
|                                |                 |         |               | Pabellón: Air Canada Centre, Toronto |

| 19 de octubre de 2005 Amistoso | Orlando Magic | 93–79 | Maccabi Elite |                                         |
|                                |               |       |               |                                         |
|                                |               |       |               | Pabellón: TD Waterhouse Centre, Orlando |

| 5 de octubre de 2006 Amistoso | San Antonio Spurs | 115–90  | ASVEL |                                    |  |
|                               |                   |         |       |                                    |  |
|                               |                   | Reporte |       | Pabellón: Astroballe, Villeurbanne |  |

| 5 de octubre de 2006 Amistoso | Philadelphia 76ers | 99–104  | Winterthur FC Barcelona |                                       |  |
|                               |                    |         |                         |                                       |  |
|                               |                    | Reporte |                         | Pabellón: Palau Sant Jordi, Barcelona |  |

| 6 de octubre de 2006 Amistoso | Phoenix Suns | 100–93  | Lottomatica Roma |                                 |  |
|                               |              |         |                  |                                 |  |
|                               |              | Reporte |                  | Pabellón: PalaLottomatica, Roma |  |

| 6 de octubre de 2006 Amistoso | Los Angeles Clippers | 98–91   | Khimki |                                             |  |
|                               |                      |         |        |                                             |  |
|                               |                      | Reporte |        | Pabellón: CSKA Universal Sports Hall, Moscú |  |

| 7 de octubre de 2006 Amistoso | Los Angeles Clippers | 75–94   | PBC CSKA Moscú |                                             |  |
|                               |                      |         |                |                                             |  |
|                               |                      | Reporte |                | Pabellón: CSKA Universal Sports Hall, Moscú |  |

| 8 de octubre de 2006 Amistoso | San Antonio Spurs | 97–84   | Maccabi Elite |                                                   |  |
|                               |                   |         |               |                                                   |  |
|                               |                   | Reporte |               | Pabellón: Palais Omnisports de Paris-Bercy, París |  |

| 10 de octubre de 2006 Amistoso | Denver Nuggets | 118–102 | Efes Pilsen |                                |  |
|                                |                |         |             |                                |  |
|                                |                | Reporte |             | Pabellón: Pepsi Center, Denver |  |

| 11 de octubre de 2006 Amistoso | Phoenix Suns | 119–102 | Maccabi Elite |                              |  |
|                                |              |         |               |                              |  |
|                                |              | Reporte |               | Pabellón: Kölnarena, Cologne |  |

| 11 de octubre de 2006 Amistoso | Philadelphia 76ers | 85–71   | PBC CSKA Moscú |                              |  |
|                                |                    |         |                |                              |  |
|                                |                    | Reporte |                | Pabellón: Kölnarena, Cologne |  |

| 12 de octubre de 2006 Amistoso | Golden State Warriors | 120–66  | Efes Pilsen |                                 |  |
|                                |                       |         |             |                                 |  |
|                                |                       | Reporte |             | Pabellón: Oracle Arena, Oakland |  |

| 17 de octubre de 2006 Amistoso | Cleveland Cavaliers | 93–67   | Maccabi Elite |                                          |  |
|                                |                     |         |               |                                          |  |
|                                |                     | Reporte |               | Pabellón: Quicken Loans Arena, Cleveland |  |

| 19 de octubre de 2006 Amistoso | Toronto Raptors | 118–84  | Maccabi Elite |                                      |  |
|                                |                 |         |               |                                      |  |
|                                |                 | Reporte |               | Pabellón: Air Canada Centre, Toronto |  |

| 6 de octubre de 2007 Amistoso | Minnesota Timberwolves | 84–81   | Efes Pilsen |                                       |  |
|                               |                        |         |             |                                       |  |
|                               |                        | Reporte |             | Pabellón: Abdi İpekçi Arena, Estambul |  |

| 7 de octubre de 2007 Amistoso | Toronto Raptors | 93–87   | Lottomatica Roma |                                 |  |
|                               |                 |         |                  |                                 |  |
|                               |                 | Reporte |                  | Pabellón: PalaLottomatica, Roma |  |

| 9 de octubre de 2007 Amistoso | Memphis Grizzlies | 99–102  | Unicaja |                                                     |  |
|                               |                   |         |         |                                                     |  |
|                               |                   | Reporte |         | Pabellón: Palacio José María Martín Carpena, Málaga |  |

| 11 de octubre de 2007 Amistoso | Memphis Grizzlies | 98–73   | MMT Estudiantes |                                       |  |
|                                |                   |         |                 |                                       |  |
|                                |                   | Reporte |                 | Pabellón: Palacio de Deportes, Madrid |  |

| 11 de octubre de 2007 Amistoso | Toronto Raptors | 103–104 | Real Madrid |                                       |  |
|                                |                 |         |             |                                       |  |
|                                |                 | Reporte |             | Pabellón: Palacio de Deportes, Madrid |  |

| 11 de octubre de 2007 Amistoso | New York Knicks | 112–85  | Maccabi Elite |                                             |  |
|                                |                 |         |               |                                             |  |
|                                |                 | Reporte |               | Pabellón: Madison Square Garden, Nueva York |  |

| 11 de octubre de 2007 Amistoso | Houston Rockets | 107–70  | Panathinaikos |                                  |  |
|                                |                 |         |               |                                  |  |
|                                |                 | Reporte |               | Pabellón: Toyota Center, Houston |  |

| 13 de octubre de 2007 Amistoso | San Antonio Spurs | 113–91  | Panathinaikos |                                    |  |
|                                |                   |         |               |                                    |  |
|                                |                   | Reporte |               | Pabellón: AT&T Center, San Antonio |  |

| 15 de octubre de 2007 Amistoso | Golden State Warriors | 107–88  | Žalgiris |                                 |  |
|                                |                       |         |          |                                 |  |
|                                |                       | Reporte |          | Pabellón: Oracle Arena, Oakland |  |

| 17 de octubre de 2007 Amistoso | Toronto Raptors | 105–99  | Žalgiris |                                      |  |
|                                |                 |         |          |                                      |  |
|                                |                 | Reporte |          | Pabellón: Air Canada Centre, Toronto |  |

| 18 de octubre de 2007 Amistoso | Orlando Magic | 116–92  | China |                                 |  |
|                                |               |         |       |                                 |  |
|                                |               | Reporte |       | Pabellón: Venetian Arena, Macao |  |

| 19 de octubre de 2007 Amistoso | Washington Wizards | 115–96  | Žalgiris |                                             |  |
|                                |                    |         |          |                                             |  |
|                                |                    | Reporte |          | Pabellón: Verizon Center, Washington, D. C. |  |

| 10 de octubre de 2008 Amistoso | Orlando Magic | 94–66   | PBC CSKA Moscú |                                |  |
|                                |               |         |                |                                |  |
|                                |               | Reporte |                | Pabellón: Amway Arena, Orlando |  |

| 14 de octubre de 2008 Amistoso | Toronto Raptors | 86–78   | PBC CSKA Moscú |                                      |  |
|                                |                 |         |                |                                      |  |
|                                |                 | Reporte |                | Pabellón: Air Canada Centre, Toronto |  |

| 18 de octubre de 2008 Amistoso | Los Angeles Lakers | 108–104 | Regal FC Barcelona |                                       |  |
|                                |                    |         |                    |                                       |  |
|                                |                    | Reporte |                    | Pabellón: Staples Center, Los Ángeles |  |

| 19 de octubre de 2008 Amistoso | Los Angeles Clippers | 114–109 | Regal FC Barcelona |                                       |  |
|                                |                      |         |                    |                                       |  |
|                                |                      | Reporte |                    | Pabellón: Staples Center, Los Ángeles |  |

| 21 de octubre de 2008 Amistoso | Golden State Warriors | 126–106 | Lietuvos rytas |                                 |  |
|                                |                       |         |                |                                 |  |
|                                |                       | Reporte |                | Pabellón: Oracle Arena, Oakland |  |

| 3 de octubre de 2009 Amistoso | Denver Nuggets | 102–70  | Partizan |                                |  |
|                               |                |         |          |                                |  |
|                               |                | Reporte |          | Pabellón: Pepsi Center, Denver |  |

| 6 de octubre de 2009 Amistoso | Phoenix Suns | 111–80  | Partizan |                                      |  |
|                               |              |         |          |                                      |  |
|                               |              | Reporte |          | Pabellón: US Airways Center, Phoenix |  |

| 8 de octubre de 2009 Amistoso | Utah Jazz | 109–87  | Real Madrid |                                       |  |
|                               |           |         |             |                                       |  |
|                               |           | Reporte |             | Pabellón: Palacio de Deportes, Madrid |  |

| 9 de octubre de 2009 Amistoso | San Antonio Spurs | 107–89  | Olympiacos |                                    |  |
|                               |                   |         |            |                                    |  |
|                               |                   | Reporte |            | Pabellón: AT&T Center, San Antonio |  |

| 12 de octubre de 2009 Amistoso | Cleveland Cavaliers | 111–94  | Olympiacos |                                          |  |
|                                |                     |         |            |                                          |  |
|                                |                     | Reporte |            | Pabellón: Quicken Loans Arena, Cleveland |  |

| 18 de octubre de 2009 Amistoso | New York Knicks | 106–91  | Maccabi Electra |                                             |  |
|                                |                 |         |                 |                                             |  |
|                                |                 | Reporte |                 | Pabellón: Madison Square Garden, Nueva York |  |

| 20 de octubre de 2009 Amistoso | Los Angeles Clippers | 108–96  | Maccabi Electra |                                       |  |
|                                |                      |         |                 |                                       |  |
|                                |                      | Reporte |                 | Pabellón: Staples Center, Los Ángeles |  |

| 3 de octubre de 2010 Amistoso | New York Knicks | 125–113 | Armani Jeans Milano |                                    |  |
|                               |                 |         |                     |                                    |  |
|                               |                 | Reporte |                     | Pabellón: Mediolanum Forum, Assago |  |

| 3 de octubre de 2010 Amistoso | New Jersey Nets | 108–70  | Maccabi Haifa B. C. |                                     |  |
|                               |                 |         |                     |                                     |  |
|                               |                 | Reporte |                     | Pabellón: Prudential Center, Newark |  |

| 7 de octubre de 2010 Amistoso | Los Angeles Lakers | 88–92   | Regal FC Barcelona |                                       |  |
|                               |                    |         |                    |                                       |  |
|                               |                    | Reporte |                    | Pabellón: Palau Sant Jordi, Barcelona |  |

| 12 de octubre de 2010 Amistoso | Miami Heat | 96–85   | PBC CSKA Moscú |                                          |  |
|                                |            |         |                |                                          |  |
|                                |            | Reporte |                | Pabellón: American Airlines Arena, Miami |  |

| 14 de octubre de 2010 Amistoso | Memphis Grizzlies | 110–105 | Caja Laboral |                               |  |
|                                |                   |         |              |                               |  |
|                                |                   | Reporte |              | Pabellón: FedExForum, Memphis |  |

| 14 de octubre de 2010 Amistoso | Oklahoma City Thunder | 97–89   | PBC CSKA Moscú |                                      |  |
|                                |                       |         |                |                                      |  |
|                                |                       | Reporte |                | Pabellón: Ford Center, Oklahoma City |  |

| 16 de octubre de 2010 Amistoso | San Antonio Spurs | 108–85  | Caja Laboral |                                    |  |
|                                |                   |         |              |                                    |  |
|                                |                   | Reporte |              | Pabellón: AT&T Center, San Antonio |  |

| 16 de octubre de 2010 Amistoso | Cleveland Cavaliers | 87–90   | PBC CSKA Moscú |                                          |  |
|                                |                     |         |                |                                          |  |
|                                |                     | Reporte |                | Pabellón: Quicken Loans Arena, Cleveland |  |

| 5 de octubre de 2012 NBA Europe Live Tour | Boston Celtics | 91–97   | Fenerbahçe U. S. |                                        |  |
|                                           |                |         |                  |                                        |  |
|                                           |                | Reporte |                  | Pabellón: Ülker Sports Arena, Estambul |  |

| 6 de octubre de 2012 NBA Europe Live Tour | Dallas Mavericks | 89–84   | Alba Berlin |                            |  |
|                                           |                  |         |             |                            |  |
|                                           |                  | Reporte |             | Pabellón: O2 World, Berlín |  |

| 6 de octubre de 2012 NBA Europe Live Tour | Memphis Grizzlies | 105–93  | Real Madrid |                               |  |
|                                           |                   |         |             |                               |  |
|                                           |                   | Reporte |             | Pabellón: FedExForum, Memphis |  |

| 6 de octubre de 2012 NBA Europe Live Tour | San Antonio Spurs | 106–77  | Montepaschi Siena |                                    |  |
|                                           |                   |         |                   |                                    |  |
|                                           |                   | Reporte |                   | Pabellón: AT&T Center, San Antonio |  |

| 7 de octubre de 2012 NBA Europe Live Tour | Boston Celtics | 105–75  | EA7 Emporio Armani Milano |                                    |  |
|                                           |                |         |                           |                                    |  |
|                                           |                | Reporte |                           | Pabellón: Mediolanum Forum, Assago |  |

| 8 de octubre de 2012 NBA Europe Live Tour | Toronto Raptors | 102–95  | Real Madrid |                                      |  |
|                                           |                 |         |             |                                      |  |
|                                           |                 | Reporte |             | Pabellón: Air Canada Centre, Toronto |  |

| 8 de octubre de 2012 NBA Europe Live Tour | Cleveland Cavaliers | 91–85   | Montepaschi Siena |                                          |  |
|                                           |                     |         |                   |                                          |  |
|                                           |                     | Reporte |                   | Pabellón: Quicken Loans Arena, Cleveland |  |

| 9 de octubre de 2012 NBA Europe Live Tour | Dallas Mavericks | 85–99   | F. C. Barcelona Regal |                                       |  |
|                                           |                  |         |                       |                                       |  |
|                                           |                  | Reporte |                       | Pabellón: Palau Sant Jordi, Barcelona |  |

| 11 de octubre de 2012 NBA Europe Live Tour | Golden State Warriors | 108–100 | Maccabi Haifa B. C. |                                 |  |
|                                            |                       |         |                     |                                 |  |
|                                            |                       | Reporte |                     | Pabellón: Oracle Arena, Oakland |  |

| 16 de octubre de 2012 NBA Europe Live Tour | Minnesota Timberwolves | 114–81  | Maccabi Haifa B. C. |                                     |  |
|                                            |                        |         |                     |                                     |  |
|                                            |                        | Reporte |                     | Pabellón: Target Center, Mineápolis |  |

| 5 de octubre de 2013 NBA Global Games | Oklahoma City Thunder | 95–82   | Fenerbahçe U. S. |                                        |  |
|                                       |                       |         |                  |                                        |  |
|                                       |                       | Reporte |                  | Pabellón: Ülker Sports Arena, Estambul |  |

| 6 de octubre de 2013 NBA Global Games | Philadelphia 76ers | 106–104 | Bilbao |                                    |  |
|                                       |                    |         |        |                                    |  |
|                                       |                    | Reporte |        | Pabellón: Bizkaia Arena, Baracaldo |  |

| 7 de octubre de 2013 NBA Global Games | Minnesota Timberwolves | 106–108 | PBC CSKA Moscú |                                     |  |
|                                       |                        |         |                |                                     |  |
|                                       |                        | Reporte |                | Pabellón: Target Center, Mineápolis |  |

| 7 de octubre de 2013 NBA Global Games | Phoenix Suns | 130–89  | Maccabi Haifa B. C. |                                      |  |
|                                       |              |         |                     |                                      |  |
|                                       |              | Reporte |                     | Pabellón: US Airways Center, Phoenix |  |

| 8 de octubre de 2013 NBA Global Games | Detroit Pistons | 91–69   | Maccabi Haifa B. C. |                                                |  |
|                                       |                 |         |                     |                                                |  |
|                                       |                 | Reporte |                     | Pabellón: Palace of Auburn Hills, Auburn Hills |  |

| 9 de octubre de 2013 NBA Global Games | San Antonio Spurs | 95–93   | PBC CSKA Moscú |                                    |  |
|                                       |                   |         |                |                                    |  |
|                                       |                   | Reporte |                | Pabellón: AT&T Center, San Antonio |  |

| 13 de octubre de 2013 NBA Global Games | Memphis Grizzlies | 116–70  | Maccabi Haifa B. C. |                               |  |
|                                        |                   |         |                     |                               |  |
|                                        |                   | Reporte |                     | Pabellón: FedExForum, Memphis |  |

| 5 de octubre de 2014 NBA Global Games | Cleveland Cavaliers | 107–80  | Maccabi Electra |                                          |  |
|                                       |                     |         |                 |                                          |  |
|                                       |                     | Reporte |                 | Pabellón: Quicken Loans Arena, Cleveland |  |

| 7 de octubre de 2014 NBA Global Games | Brooklyn Nets | 111–94  | Maccabi Electra |                                       |  |
|                                       |               |         |                 |                                       |  |
|                                       |               | Reporte |                 | Pabellón: Barclays Center, Nueva York |  |

| 8 de octubre de 2014 NBA Global Games | San Antonio Spurs | 93–94   | Alba Berlin |                            |  |
|                                       |                   |         |             |                            |  |
|                                       |                   | Reporte |             | Pabellón: O2 World, Berlín |  |

| 8 de octubre de 2014 NBA Global Games | Phoenix Suns | 100–88  | C. R. Flamengo |                                      |  |
|                                       |              |         |                |                                      |  |
|                                       |              | Reporte |                | Pabellón: US Airways Center, Phoenix |  |

| 11 de octubre de 2014 NBA Global Games | San Antonio Spurs | 96–90   | Fenerbahçe U. S. |                                        |  |
|                                        |                   |         |                  |                                        |  |
|                                        |                   | Reporte |                  | Pabellón: Ülker Sports Arena, Estambul |  |

| 15 de octubre de 2014 NBA Global Games | Orlando Magic | 106–88  | C. R. Flamengo |                                 |  |
|                                        |               |         |                |                                 |  |
|                                        |               | Reporte |                | Pabellón: Amway Center, Orlando |  |

| 15 de octubre de 2014 NBA Global Games | Washington Wizards | 101–95  | Maccabi Haifa B. C. |                                             |  |
|                                        |                    |         |                     |                                             |  |
|                                        |                    | Reporte |                     | Pabellón: Verizon Center, Washington, D. C. |  |

| 17 de octubre de 2014 NBA Global Games | Memphis Grizzlies | 112–72  | C. R. Flamengo |                               |  |
|                                        |                   |         |                |                               |  |
|                                        |                   | Reporte |                | Pabellón: FedExForum, Memphis |  |

| 17 de octubre de 2014 NBA Global Games | Portland Trail Blazers | 121–74  | Maccabi Haifa B. C. |                                 |  |
|                                        |                        |         |                     |                                 |  |
|                                        |                        | Reporte |                     | Pabellón: Moda Center, Portland |  |

| 18 de octubre de 2014 NBA Global Games | Sacramento Kings | 91–59   | Maccabi Haifa B. C. |                                         |  |
|                                        |                  |         |                     |                                         |  |
|                                        |                  | Reporte |                     | Pabellón: Sleep Train Arena, Sacramento |  |

| 22 de octubre de 2014 NBA Global Games | Toronto Raptors | 92–85   | Maccabi Haifa B. C. |                                      |  |
|                                        |                 |         |                     |                                      |  |
|                                        |                 | Reporte |                     | Pabellón: Air Canada Centre, Toronto |  |

| 5 de octubre de 2015 NBA Global Games | Brooklyn Nets | 96–101  | Fenerbahçe |                                       |  |
|                                       |               |         |            |                                       |  |
|                                       |               | Reporte |            | Pabellón: Barclays Center, Nueva York |  |

| 6 de octubre de 2015 NBA Global Games | Boston Celtics | 124–91  | EA7 Emporio Armani Milano |                                    |  |
|                                       |                |         |                           |                                    |  |
|                                       |                | Reporte |                           | Pabellón: Mediolanum Forum, Assago |  |

| 7 de octubre de 2015 NBA Global Games | New York Knicks | 100–81  | Bauru |                                             |  |
|                                       |                 |         |       |                                             |  |
|                                       |                 | Reporte |       | Pabellón: Madison Square Garden, Nueva York |  |

| 8 de octubre de 2015 NBA Global Games | Boston Celtics | 111–96  | Real Madrid |                                      |  |
|                                       |                |         |             |                                      |  |
|                                       |                | Reporte |             | Pabellón: Barclaycard Center, Madrid |  |

| 8 de octubre de 2015 NBA Global Games | Memphis Grizzlies | 97–84   | Maccabi Haifa B. C. |                               |  |
|                                       |                   |         |                     |                               |  |
|                                       |                   | Reporte |                     | Pabellón: FedExForum, Memphis |  |

| 9 de octubre de 2015 NBA Global Games | Oklahoma City Thunder | 111–81  | Fenerbahçe |                                                  |  |
|                                       |                       |         |            |                                                  |  |
|                                       |                       | Reporte |            | Pabellón: Chesapeake Energy Arena, Oklahoma City |  |

| 11 de octubre de 2015 NBA Global Games | Washington Wizards | 134–100 | Bauru |                                             |  |
|                                        |                    |         |       |                                             |  |
|                                        |                    | Reporte |       | Pabellón: Verizon Center, Washington, D. C. |  |

| 11 de octubre de 2015 NBA Global Games | Los Angeles Lakers | 126–83  | Maccabi Haifa B. C. |                                       |  |
|                                        |                    |         |                     |                                       |  |
|                                        |                    | Reporte |                     | Pabellón: Staples Center, Los Ángeles |  |

| 17 de octubre de 2015 NBA Global Games | Orlando Magic | 90–73   | C. R. Flamengo |                                      |  |
|                                        |               |         |                |                                      |  |
|                                        |               | Reporte |                | Pabellón: HSBC Arena, Río de Janeiro |  |

| 2 de octubre de 2016 NBA Global Games | Houston Rockets | 131–94  | Shanghai Sharks |                                  |  |
|                                       |                 |         |                 |                                  |  |
|                                       |                 | Reporte |                 | Pabellón: Toyota Center, Houston |  |

| 3 de octubre de 2016 NBA Global Games | Oklahoma City Thunder | 137–142 | Real Madrid |                                      |  |
|                                       |                       |         |             |                                      |  |
|                                       |                       | Reporte |             | Pabellón: Barclaycard Center, Madrid |  |

| 5 de octubre de 2016 NBA Global Games | Oklahoma City Thunder | 92–89   | F. C. Barcelona Lassa |                                       |  |
|                                       |                       |         |                       |                                       |  |
|                                       |                       | Reporte |                       | Pabellón: Palau Sant Jordi, Barcelona |  |

| 10 de octubre de 2016 NBA Global Games | Sacramento Kings | 135–96  | Maccabi Haifa B. C. |                                       |  |
|                                        |                  |         |                     |                                       |  |
|                                        |                  | Reporte |                     | Pabellón: Golden 1 Center, Sacramento |  |

| 14 de octubre de 2016 NBA Global Games | Toronto Raptors | 122–105 | C. A. San Lorenzo |                                      |  |
|                                        |                 |         |                   |                                      |  |
|                                        |                 | Reporte |                   | Pabellón: Air Canada Centre, Toronto |  |

| 2 de octubre de 2017 NBA Global Games | Washington Wizards | 126–96  | Guangzhou Long-Lions |                                                |  |
|                                       |                    |         |                      |                                                |  |
|                                       |                    | Reporte |                      | Pabellón: Capital One Arena, Washington, D. C. |  |

| 2 de octubre de 2017 NBA Global Games | Utah Jazz | 108–83  | Sydney Kings |                                                   |  |
|                                       |           |         |              |                                                   |  |
|                                       |           | Reporte |              | Pabellón: Vivint Smart Home Arena, Salt Lake City |  |

| 4 de octubre de 2017 NBA Global Games | Utah Jazz | 117–78  | Maccabi Haifa |                                                   |  |
|                                       |           |         |               |                                                   |  |
|                                       |           | Reporte |               | Pabellón: Vivint Smart Home Arena, Salt Lake City |  |

| 5 de octubre de 2017 NBA Global Games | Houston Rockets | 144–82  | Shanghai Sharks |                                  |  |
|                                       |                 |         |                 |                                  |  |
|                                       |                 | Reporte |                 | Pabellón: Toyota Center, Houston |  |

| 8 de octubre de 2017 NBA Global Games | Oklahoma City Thunder | 86–85   | Melbourne United |                                                  |  |
|                                       |                       |         |                  |                                                  |  |
|                                       |                       | Reporte |                  | Pabellón: Chesapeake Energy Arena, Oklahoma City |  |

| 10 de octubre de 2017 NBA Global Games | Indiana Pacers | 108–89  | Maccabi Haifa |                                                 |  |
|                                        |                |         |               |                                                 |  |
|                                        |                | Reporte |               | Pabellón: Bankers Life Fieldhouse, Indianápolis |  |

| 13 de octubre de 2017 NBA Global Games | Portland Trail Blazers | 129–81  | Maccabi Haifa |                                 |  |
|                                        |                        |         |               |                                 |  |
|                                        |                        | Reporte |               | Pabellón: Moda Center, Portland |  |

| 13 de octubre de 2017 NBA Global Games | Phoenix Suns | 114–93  | Brisbane Bullets |                                               |  |
|                                        |              |         |                  |                                               |  |
|                                        |              | Reporte |                  | Pabellón: Talking Stick Resort Arena, Phoenix |  |

| 2018-09-28 | Philadelphia 76ers | 104–84   | Melbourne United |                                            |  |
|            |                    |          |                  |                                            |  |
|            |                    | Boxscore |                  | Pabellón: Wells Fargo Center, Philadelphia |  |

| 2018-09-29 | Dallas Mavericks | 116–63   | Beijing Ducks |                                            |  |
|            |                  |          |               |                                            |  |
|            |                  | Boxscore |               | Pabellón: American Airlines Center, Dallas |  |

| 2018-09-29 | Utah Jazz | 130–72   | Perth Wildcats |                                                   |  |
|            |           |          |                |                                                   |  |
|            |           | Boxscore |                | Pabellón: Vivint Smart Home Arena, Salt Lake City |  |

| 2018-09-30 | Los Angeles Clippers | 110–91   | Sydney Kings |                                         |  |
|            |                      |          |              |                                         |  |
|            |                      | Boxscore |              | Pabellón: Stan Sheriff Center, Honolulu |  |

| 2018-10-03 | Phoenix Suns | 91–86    | New Zealand Breakers |                                               |  |
|            |              |          |                      |                                               |  |
|            |              | Boxscore |                      | Pabellón: Talking Stick Resort Arena, Phoenix |  |

| 2018-10-05 | Orlando Magic | 119–82   | Flamengo |                                 |  |
|            |               |          |          |                                 |  |
|            |               | Boxscore |          | Pabellón: Amway Center, Orlando |  |

| 2018-10-05 | Toronto Raptors | 120–82   | Melbourne United |                                     |  |
|            |                 |          |                  |                                     |  |
|            |                 | Boxscore |                  | Pabellón: Scotiabank Arena, Toronto |  |

| 2018-10-05 | Denver Nuggets | 96–88    | Perth Wildcats |                                |  |
|            |                |          |                |                                |  |
|            |                | Boxscore |                | Pabellón: Pepsi Center, Denver |  |

| 2018-10-05 | Utah Jazz | 129–99   | Adelaide 36ers |                                                   |  |
|            |           |          |                |                                                   |  |
|            |           | Boxscore |                | Pabellón: Vivint Smart Home Arena, Salt Lake City |  |

| 2018-10-08 | Sacramento Kings | 132–100  | Maccabi Haifa |                                       |  |
|            |                  |          |               |                                       |  |
|            |                  | Boxscore |               | Pabellón: Golden 1 Center, Sacramento |  |

| 2018-10-09 | Houston Rockets | 128–86   | Shanghai Sharks |                                  |  |
|            |                 |          |                 |                                  |  |
|            |                 | Boxscore |                 | Pabellón: Toyota Center, Houston |  |

| 2018-10-11 | Los Angeles Clippers | 124–76   | Maccabi Haifa |                                       |  |
|            |                      |          |               |                                       |  |
|            |                      | Boxscore |               | Pabellón: Staples Center, Los Ángeles |  |

| 2018-10-12 | Washington Wizards | 140–111  | Guangzhou Long-Lions |                                               |  |
|            |                    |          |                      |                                               |  |
|            |                    | Boxscore |                      | Pabellón: Capital One Arena, Washington D. C. |  |

| 2019-09-30 | Houston Rockets | 140–71   | Shanghai Sharks |                                  |  |
|            |                 |          |                 |                                  |  |
|            |                 | Boxscore |                 | Pabellón: Toyota Center, Houston |  |

| 2019-10-04 | Brooklyn Nets | 137–89   | Sesi/Franca |                                          |  |
|            |               |          |             |                                          |  |
|            |               | Boxscore |             | Pabellón: Barclays Center, New York City |  |

| 2019-10-05 | Utah Jazz | 133–81   | Adelaide 36ers |                                                   |  |
|            |           |          |                |                                                   |  |
|            |           | Boxscore |                | Pabellón: Vivint Smart Home Arena, Salt Lake City |  |

| 2019-10-06 | Memphis Grizzlies | 123–88   | Maccabi Haifa |                               |  |
|            |                   |          |               |                               |  |
|            |                   | Boxscore |               | Pabellón: FedExForum, Memphis |  |

| 2019-10-06 | Los Angeles Clippers | 127–87   | Shanghai Sharks |                                         |  |
|            |                      |          |                 |                                         |  |
|            |                      | Boxscore |                 | Pabellón: Stan Sheriff Center, Honolulu |  |

| 2019-10-07 | Cleveland Cavaliers | 120–89   | San Lorenzo |                                                 |  |
|            |                     |          |             |                                                 |  |
|            |                     | Boxscore |             | Pabellón: Rocket Mortgage FieldHouse, Cleveland |  |

| 2019-10-08 | Memphis Grizzlies | 108–94   | New Zealand Breakers |                               |  |
|            |                   |          |                      |                               |  |
|            |                   | Boxscore |                      | Pabellón: FedExForum, Memphis |  |

| 2019-10-08 | Philadelphia 76ers | 144–86   | Guangzhou Long-Lions |                                            |  |
|            |                    |          |                      |                                            |  |
|            |                    | Boxscore |                      | Pabellón: Wells Fargo Center, Philadelphia |  |

| 2019-10-09 | Washington Wizards | 137–98   | Guangzhou Long-Lions |                                            |  |
|            |                    |          |                      |                                            |  |
|            |                    | Boxscore |                      | Pabellón: Verizon Center, Washington D. C. |  |

| 2019-10-10 | Portland Trail Blazers | 104–68   | Maccabi Haifa |                                 |  |
|            |                        |          |               |                                 |  |
|            |                        | Boxscore |               | Pabellón: Moda Center, Portland |  |

| 2019-10-10 | Oklahoma City Thunder | 110–84   | New Zealand Breakers |                                                  |  |
|            |                       |          |                      |                                                  |  |
|            |                       | Boxscore |                      | Pabellón: Chesapeake Energy Arena, Oklahoma City |  |

| 2019-10-13 | Minnesota Timberwolves | 131–101  | Maccabi Haifa |                                     |  |
|            |                        |          |               |                                     |  |
|            |                        | Boxscore |               | Pabellón: Target Center, Mineápolis |  |

| 2019-10-13 | Los Angeles Clippers | 118–100  | Melbourne United |                                       |  |
|            |                      |          |                  |                                       |  |
|            |                      | Boxscore |                  | Pabellón: Staples Center, Los Ángeles |  |

| 2022-09-30 | Los Angeles Clippers | 121–81   | Maccabi Ra'anana |                                         |  |
|            |                      |          |                  |                                         |  |
|            |                      | Boxscore |                  | Pabellón: Climate Pledge Arena, Seattle |  |

| 2022-10-02 | Phoenix Suns | 124–134  | Adelaide 36ers |                                     |  |
|            |              |          |                |                                     |  |
|            |              | Boxscore |                | Pabellón: Footprint Center, Phoenix |  |

| 2022-10-06 | Oklahoma City Thunder | 131–98   | Adelaide 36ers |                                        |  |
|            |                       |          |                |                                        |  |
|            |                       | Boxscore |                | Pabellón: Paycom Center, Oklahoma City |  |

| 2022-10-06 | Portland Trail Blazers | 138–85   | Maccabi Ra'anana |                                 |  |
|            |                        |          |                  |                                 |  |
|            |                        | Boxscore |                  | Pabellón: Moda Center, Portland |  |

| 2022-10-09 | Oklahoma City Thunder | 144–97   | Maccabi Ra'anana |                                        |  |
|            |                       |          |                  |                                        |  |
|            |                       | Boxscore |                  | Pabellón: Paycom Center, Oklahoma City |  |

| 2023-10-10 | Real Madrid | 127–123  | Dallas Mavericks |                                 |  |
|            |             |          |                  |                                 |  |
|            |             | Boxscore |                  | Pabellón: Wizink Center, Madrid |  |